# Justinas Kinderis

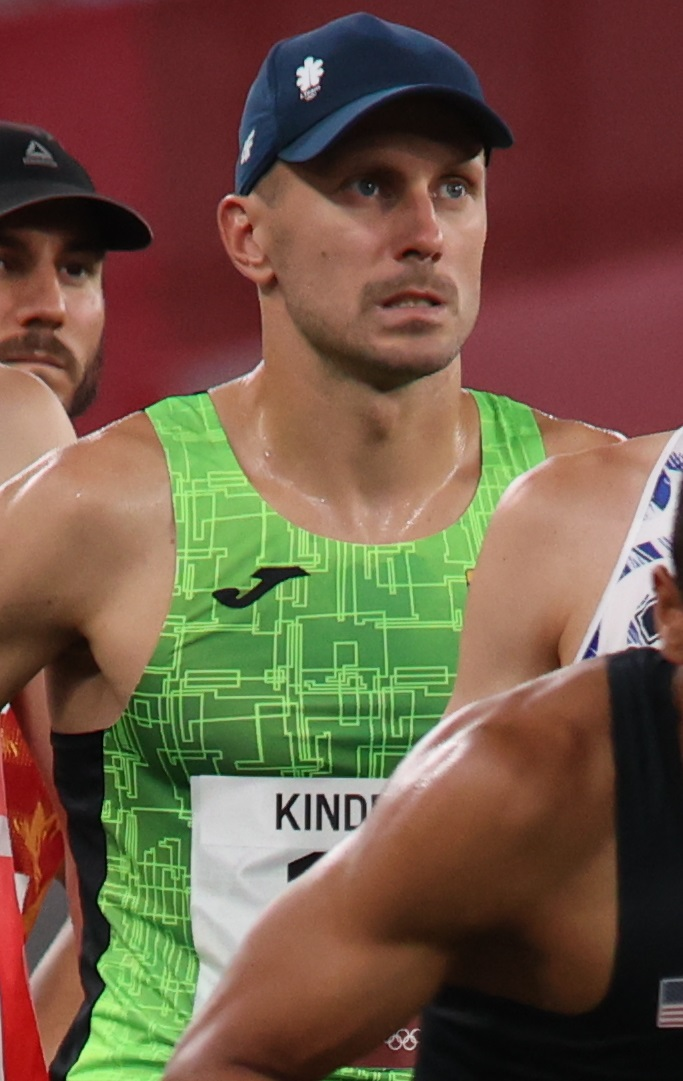
Justinas Kinderis bei den Olympischen Sommerspielen 2020

Justinas Kinderis (* 24. Mai 1987 in Panevėžys, Litauische SSR) ist ein litauischer Moderner Fünfkämpfer.

## Karriere
Kinderis gewann bei Weltmeisterschaften zahlreiche Medaillen. 2008 sicherte er sich mit der Staffel Silber, 2009 kam eine Bronzemedaille im Mannschaftswettbewerb hinzu. 2010 wurde er mit der Mannschaft Weltmeister und gewann mit Bronze seine erste Medaille im Einzel. Auch im Einzel wurde er dann 2013 Weltmeister, ebenso gewann er mit der Mixed-Staffel 2014 den Titel. Er wurde 2009 mit der Staffel und mit der Mannschaft Europameister, ebenso 2014 mit der gemischten Staffel. Mit der Staffel und der Mannschaft gewann er darüber hinaus noch mehrere weitere Medaillen bei Europameisterschaften.
2012 nahm Kinderis in London erstmals an den Olympischen Spielen teil. Er belegte im Gesamtklassement am Ende den achten Platz. Bei den Olympischen Spielen 2016 in Rio de Janeiro erreichte er, nachdem er in der Reitdisziplin disqualifiziert worden war, lediglich den 34. Platz.
Während der Schlussfeier der Olympischen Spiele 2020 war er der Fahnenträger seiner Nation.
Er ist von Beruf Rechtsanwalt.